# 66
Năm 66 là một năm trong lịch Julius. 